# Frode Haltli

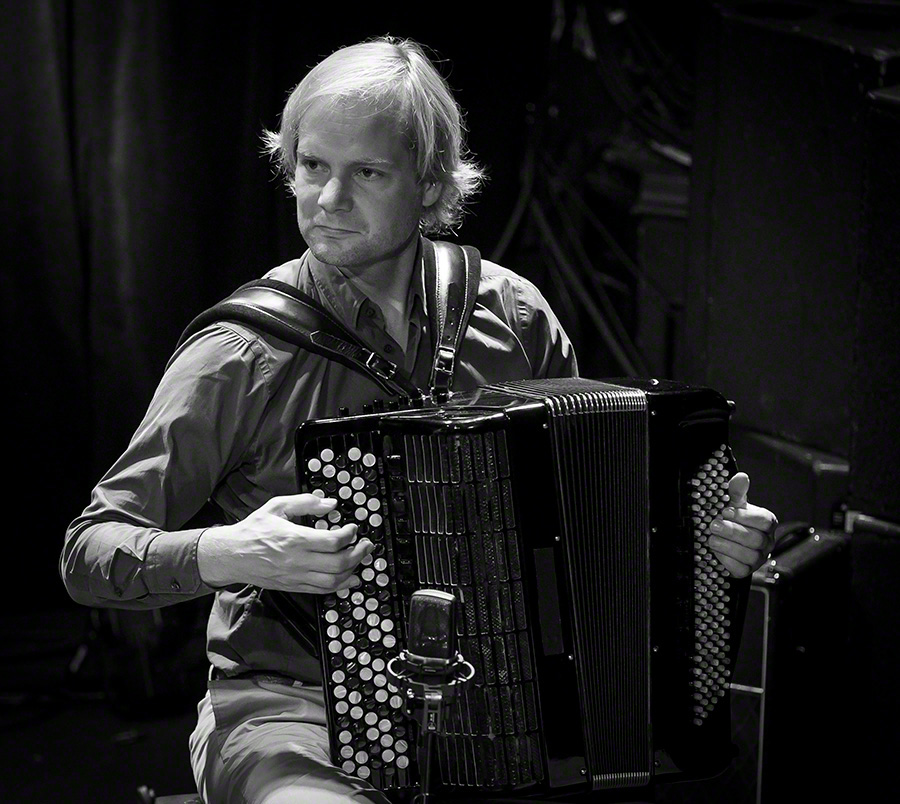
Frode Haltli, Oslo Jazzfestival 2016

Frode Haltli (Levanger, 1975) is een Noorse accordeonist. Hij speelt voornamelijk speciaal voor hem gecomponeerde werken, maar is ook actief op het grensgebied tussen jazz en volksmuziek. Hierbij moet in ogenschouw genomen worden dat in de Scandinavische landen de accordeon een veel prominentere plaats in het muziekleven inneemt dan in West-Europa. Regelmatig vinden er concoursen plaats, waarbij de nationale televisiezenders het gehele concours (soms) live uitzenden. Hij won zeven maal het Noors Accordeon Kampioenschap.
Haltli begon met spelen toen hij zeven was en woonde in het afgelegen Våler en kreeg toen al kleine prijzen toebedeeld. Op zijn elfde speelde hij werken van hedendaagse componisten als Torbjørn Lundquist en Per Nørgård. Op zijn zeventiende vertrok hij naar Kopenhagen om les te nemen bij Mogens Ellegaard, befaamd accordeonist aldaar, die werken kreeg toebedeeld van Arne Nordheim en Nørgård. Later ging hij studeren aan de Noorse Staatsacademie voor Muziek in Oslo (1994-1998). Hij voerde werken uit van Magnus Lindberg en Sofia Goebaidoelina en Iannis Xenakis. Vervolgens studeerde hij verder aan het Koninklijk Conservatorium van Denemarken (1998-2000). 
Naast soloalbums en -optredens speelt Haltli mee in (tijdelijke) samenwerkingsverbanden zoals met Trygve Seim, de folkband RUSK, POING en No Spagetti. Hij speelde ook onder meer met Anja Garbarek.

## Discografie
- 2002: Looking on Darkness (hedendaagse muziek voor accordeon) soloalbum
- 2002: The Source and Different Cikadas (album van Seim)
- 2002: RUSK
- 2003: Giants of Jazz (POING)
- 2004: Sangam (idem)
- 2005: Planet POING
- 2006: RUSK II
- 2007: Passing Images
- 2008: Yeraz (album van Seim)